# Pembadvärguv
Pembadvärguv (Otus pembaensis) är en hotad afrikansk fågel i familjen ugglor. Den förekommer endast på ön Pemba utanför Tanzanias kust.

## Utseende och läten
Pembadvärguven är en medelstor (21 cm) dvärguv med korta örontofsar. Fjäderdräkten varierar från ljust rostbrun med tunna streck på huvudet och svag bandning undertill, till genomgående djupt roströd. Ett "hoo" upprepas i långa perioder ungefär var 0,5–1 sekund. Par sjunger i duett, där hanens läte är kortare och mörkare.

## Utbredning och systematik
Fågeln förekommer endast på ön Pemba (utanför norra Tanzania). Den behandlas som monotypisk, det vill säga att den inte delas in i några underarter.

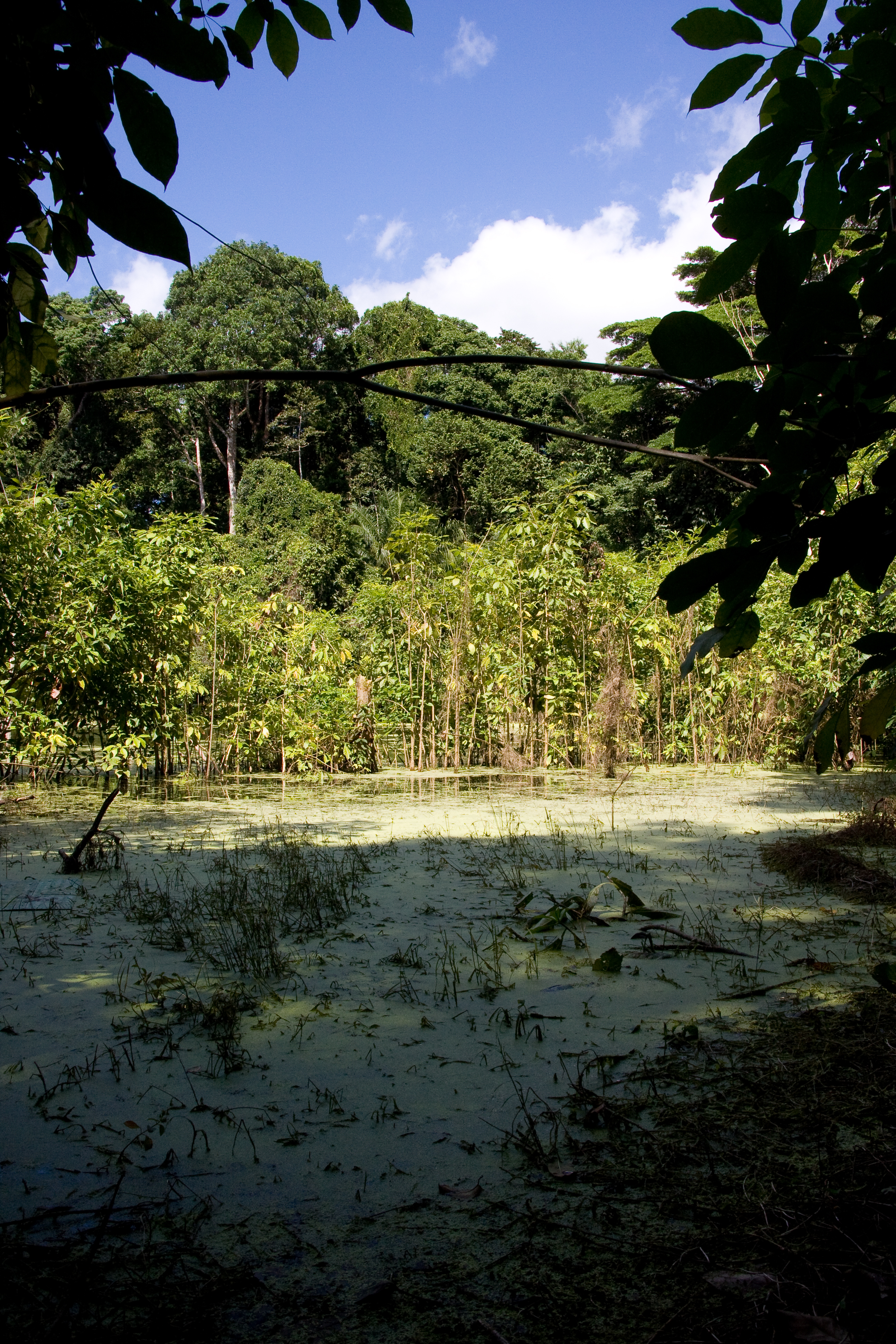
Skogsreservatet Ngezi är en av lokalerna där pembadvärguven förekommer.

## Status
Pembadvärguven listas som sårbar av internationella naturvårdsunionen IUCN. Utbredningsområdet är mycket begränsad och beståndet mycket litet, uppskattat till endast 3000 vuxna individer. Den tros också minska i antal till följd av jordbrukets expandering på ön.